# Cereopsius affinis
Cereopsius affinis är en skalbaggsart som beskrevs av Stefan von Breuning 1980. Cereopsius affinis ingår i släktet Cereopsius och familjen långhorningar.
Artens utbredningsområde är Filippinerna. Inga underarter finns listade i Catalogue of Life.